# خاک دو
خاک دو (به لاتین: Khak Dow) یک منطقهٔ مسکونی در افغانستان است که در ولایت بامیان واقع شده‌است.